# Copa Verde 2024
La Copa Verde 2024 è stata l'11ª edizione della Copa Verde, competizione statale riservata alle squadre delle regioni del Nord, del Centro-Ovest e dell'Espírito Santo.

## Formula
La competizione si svolge ad eliminazione diretta in gara unica per i primi due turni. Non sono previsti tempi supplementari nei turni in gara singola. Dai quarti di finale in poi, le sfide sono andata e ritorno. In caso di parità nella differenza reti al termine del doppio scontro, la vincente del turno verrà decretata tramite i calci di rigore.
Le otto squadre con il ranking federale più alto, partono dagli ottavi di finale giocando in casa.
Il club vincitore ottiene un posto per il terzo turno di Coppa del Brasile 2025.

## Partecipanti
Sono in grassetto le squadre che partono dagli ottavi di finale.
| Stato              | Squadra (Città)                   | Motivo qualificazione                                         |
| ------------------ | --------------------------------- | ------------------------------------------------------------- |
| Acre               | Rio Branco-AC (Rio Branco)        | Vincitore del Campionato Acriano 2023                         |
| Acre               | Humaitá-AC (Rio Branco)           | 2° nel Campionato Acriano 2023                                |
| Amapá              | Trem (Macapá)                     | Vincitore del Campionato Amapaense 2023                       |
| Amazonas           | Amazonas (Manaus)                 | Vincitore del Campionato Amazonense 2023                      |
| Amazonas           | Manauara (Manaus)                 | 2° nel Campionato Amazonense 2023                             |
| Amazonas           | Manaus (Manaus)                   | 3ª migliore squadra del ranking CBF a non essersi qualificata |
| Distretto Federale | Real Brasília (Brasilia)          | Vincitore del Campionato Brasiliense 2023                     |
| Distretto Federale | Brasiliense (Taguatinga)          | 2° nel Campionato Brasiliense 2023                            |
| Distretto Federale | Ceilândia (Ceilândia)             | 4ª migliore squadra del ranking CBF a non essersi qualificata |
| Espírito Santo     | Real Noroeste (Águia Branca)      | Vincitore del Campionato Capixaba 2023                        |
| Espírito Santo     | Rio Branco-ES (Vitória)           | Finalista della Coppa Espírito Santo 2023                     |
| Goiás              | Goiás (Goiânia)                   | Vincitore del Campionato Goiano 2023                          |
| Goiás              | Anápolis (Anápolis)               | 4º nel Campionato Goiano 2023                                 |
| Goiás              | Vila Nova (Goiânia)               | 1ª migliore squadra del ranking CBF a non essersi qualificata |
| Mato Grosso        | Cuiabá (Cuiabá)                   | Vincitore del Campionato Matogrossense 2023                   |
| Mato Grosso        | União Rondonópolis (Rondonópolis) | 2° nel Campionato Matogrossense 2023                          |
| Mato Grosso do Sul | Costa Rica (Costa Rica)           | Vincitore del Campionato Sul-Mato-Grossense 2023              |
| Pará               | Águia de Marabá (Marabá)          | Vincitore del Campionato Paraense 2023                        |
| Pará               | Remo (Belém)                      | 2° nel Campionato Paraense 2023                               |
| Pará               | Paysandu (Belém)                  | 2ª migliore squadra del ranking CBF a non essersi qualificata |
| Rondônia           | Porto Velho (Porto Velho)         | Vincitore del Campionato Rondoniense 2023                     |
| Roraima            | São Raimundo-RR (Boa Vista)       | Vincitore del Campionato Roraimense 2023                      |
| Tocantins          | Tocantinópolis (Tocantinópolis)   | Vincitore del Campionato Tocantinense 2023                    |
| Tocantins          | Capital-TO (Palmas)               | 2° nel Campionato Tocantinense 2023                           |

## Risultati

### Primo turno
| Squadra 1          | Risultato       | Squadra 2     |
| ------------------ | --------------- | ------------- |
| Humaitá-AC         | 1 – 1 (2-4 dtr) | Trem          |
| São Raimundo-RR    | 3 – 3 (4-5 dtr) | Capital-TO    |
| Águia de Marabá    | 0 – 2           | Rio Branco-AC |
| Tocantinópolis     | 2 – 1           | Manauara      |
| Porto Velho        | 1 – 1 (5-3 dtr) | Anápolis      |
| Ceilândia          | 0 – 0 (4-3 dtr) | Real Brasília |
| União Rondonópolis | 4 – 0           | Costa Rica    |
| Real Noroeste      | 1 – 2           | Rio Branco-ES |

### Ottavi di finale
| Squadra 1   | Risultato       | Squadra 2          |
| ----------- | --------------- | ------------------ |
| Remo        | 3 – 1           | Trem               |
| Amazonas    | 4 – 1           | Capital-TO         |
| Paysandu    | 3 – 0           | Rio Branco-AC      |
| Manaus      | 3 – 2           | Tocantinópolis     |
| Cuiabá      | 5 – 0           | Porto Velho        |
| Brasiliense | 0 – 0 (4-1 dtr) | Ceilândia          |
| Goiás       | 2 – 0           | União Rondonópolis |
| Vila Nova   | 1 – 0           | Rio Branco-ES      |

### Quarti di finale
| Squadra 1   | Totale | Squadra 2 | Andata | Ritorno |
| ----------- | ------ | --------- | ------ | ------- |
| Remo        | 4 – 3  | Amazonas  | 2 – 1  | 2 – 2   |
| Manaus      | 2 – 4  | Paysandu  | 1 – 0  | 1 – 4   |
| Brasiliense | 2 – 8  | Cuiabá    | 1 – 4  | 1 – 4   |
| Vila Nova   | 2 – 1  | Goiás     | 1 – 0  | 1 – 1   |

### Semifinali
| Squadra 1 | Totale | Squadra 2 | Andata | Ritorno         |
| --------- | ------ | --------- | ------ | --------------- |
| Paysandu  | 1 – 1  | Remo      | 0 – 0  | 1 – 1 (4-3 dtr) |
| Vila Nova | 4 – 4  | Cuiabá    | 2 – 0  | 2 – 4 (4-2 dtr) |

### Finale
| Squadra 1 | Totale | Squadra 2 | Andata | Ritorno |
| --------- | ------ | --------- | ------ | ------- |
| Paysandu  | 10 – 0 | Vila Nova | 6 – 0  | 4 – 0   |